# 再回答不要の原則
ワンスオンリー原則（ワンスオンリーげんそく、英: The Once-Only Principle、略称: TOOP、別称: 一回限りの原則、または再回答不要の原則）とは、「市民、機関、および企業が、当局および行政に一度提出した特定の標準情報（氏名や登記情報など）を再び提出することを不要とする」という原則である。電子政府が企業、市民、行政へメリットをもたらすために順守すべき原則の一つとされている。データ保護規則とユーザーの明示的な同意を組み込むことにより、行政は国民や民間事業者が一度提供した情報（氏名や登記情報など）を活用して行政同士が連携し、相互に利用することができる。再回答不要の原則は、市民と企業の管理上の負担を軽減することで、デジタル単一市場 (英: Digital Single Market）をさらに発展させるという欧州連合（EU）の計画の一部であった。 

## 説明
すべてのEU加盟国の行政に再回答不要の原則を適用することで、行政の負担を軽減することを目的としている。これは、2009年の電子政府に関する閣僚宣言でEUの大臣によって承認された  。EU全体での再回答不要の原則の適用も、EUデジタル単一市場の 、EU電子政府行動計画2016-2020の基本原則の1つである 。
再回答不要の原則は、個々のEU加盟国で異なって定義されている。一部の国では、データストレージを指す。これは、収集されたデータを単一のデータベースに保存することを意味する。他の国では、再回答不要の原則はデータ収集を指し、データが行政に1回だけ送信される可能性があるが、複数のデータリポジトリに対して送信することも可能にする。他の国では両方のアプローチを組み合わせており、データを1回だけ収集し、単一のデータベースに保存する必要がある。 

## 「政府中心」対「市民中心」の再回答不要の原則
再回答不要の原則の議論にとって重要なのは、誰がどの識別情報を共有して使用しているのか、という2つの相反するアプローチがある。政府中心と市民中心のどちらも技術的には再回答不要の原則を実装する。
政府中心のモデルでは、市民は、アプリケーション、境界、およびデータベース間で同じまたは簡単にリンクできる識別子を使用する。この場合、データ制御は一元化され、体系的なプロファイリングとリスクの蓄積につながる。そのためこのモデルの支持者（主に政府の官僚機構）は、このモデルがより効率的であると主張している。
市民中心のモデルでは、市民は同じまたはリンク可能な識別子を使用しないが、代わりに、たとえば次のような 仮名の署名とアイデンティティに関するEUデジタル署名規制の第5.2条。この原則を適用すると、市民は同じ加盟国の同じデータベース内の同じアプリケーション内でもリンクできない、リンクできないが完全に機能的で法的なIDを持つことができる。このモデルでは、制御は分散化されており、市民はデータブローカーとして機能する。支持者–主に市民権の専門家や活動家（例： EDRI）、法律専門家、セキュリティ専門家、エコノミスト–このモデルは、従来のコマンド＆コントロールの障害を防ぎ、システムが市民の選択に適応し、セキュリティリスクを大幅に削減するため、より効果的で安全であると主張している。
技術的および経済的問題に加えて、データ保持に類似した政府中心のモデルは、すでに収集されたデータの要求の試みを検出するために政府のプロファイリング市民を必要とするため、GDPRおよび人権第8条と互換性がないことが判明するという本当の懸念がある。別の目的。この問題は、プライバシーバイデザインベースの市民中心のワンスオンリーモデルでは発生しない。市民中心のモデルは、デンマークでCitizenKeyという名前のモデルで実装されている。

## 利点
再回答不要の原則は、すでに収集された情報を繰り返し収集して保存するよりも安価で負担が少ないため、EU加盟国の管理上の負担を軽減するのに役立つ。さらに一部の専門家は、データ保護の懸念をより適切に考慮できると考えている 。
プロセスの最適化と潜在的に高い管理効率は、行政にとって再回答不要の原則の主な利点として説明されている。 これには、顧客対応係への呼び出しの減少、紙ベースの手続きの減少、管理プロセスの処理の高速化、書類やデータ作成のための手間の削減による時間の節約、データの再利用によるデータエラーの減少が含まれる。これにより、行政のコストを節約し 、さまざまな公共サービスの質を向上させることができる。
この原則の国境を越えた実施はまた、公的機関に情報を提供する義務がある公共サービスの利用において、国内外の個人および企業に平等な待遇を確保するのに役立つ可能性がある。より良い公共の価値創造は、全体的なレベルで、行政の正当性、透明性および説明責任を改善する可能性がある。 

## 障壁
EUに代わって実施された調査によると、この原則を適用しようとするとEU全体での実施に対する技術的、組織的、意味論的、および法的障害に遭遇するとされる。 
技術面では、包括的で安全なデータ交換ソリューション、相互運用可能なカタログ、ITシステムが不足しているだけでなく、安全でデータ保護に準拠した交換のためのインフラストラクチャーも不足している。さらに、他の障壁は本質的には組織的である。この調査には、明確な政治的ガイダンスの欠如、高い実施コスト、および協力してデータを交換する管理者の意欲の欠如が含まれている。セマンティックの側面に関する限り、課題は、レジスタの欠如または過剰分散、および既存のレジスタとデータの不十分な相互運用性にある。さらに、さまざまな標準、分類法、データモデル、およびデータ品質のために障壁が存在する。法的障害には、国内の法的枠組みの異質性、データ保護、プライバシーの尊重が含まれる。
これらの側面が再回答不要の原則の迅速かつ広範囲にわたる実施を妨げている。

## 批判と公のレセプション
欧州データ保護監督官（EDPS）のGiovanni Buttarelliは、EUのイニシアチブを歓迎したが、重要なデータ保護の原則についてさらに明確にしたと主張した。特に、提案は、そこに記載されている目的以外の目的で情報を交換するための法的根拠を提供するものであってはならない。さらに、一般データ保護規則に規定されている目的制限の原則を制限するべきではない。 EDPSはまた、ユーザー制御の実際の実装に関連するいくつかの質問の明確化を求めている。 アドボカシーグループのEuropeanDigital Rights（EDRi）は、市民にやさしく、ユーザー指向であるためには、再回答不要の原則の実装は設計によるプライバシーと基本的なプライバシー保護に従う必要があると指摘した。 
2017年にドイツ、オーストリア、スイスで行われた電子政府に関する代表的な調査によると、各国の人口の大多数はかなり懐疑的であった。全国的な再回答不要の原則の実装は、すべての国で50％に満たず、ヨーロッパ全体の再回答不要の原則の実装は20％未満だった。 

## 各国の事例
2014年までに、ヨーロッパの25か国がある程度まで再回答不要の原則の実施を開始し、13か国が企業と個人の原則の実施を支持する法律を制定した。 ただし、実装はまだEU全体で断片化されており、国境を越えたアプリケーションは、依然としていくつかのサービスとケースに限定されている。 最も先進的なかつてのみのインフラは、エストニア、オランダ、ベルギーに存在し、国内法があり、実施している。 

### エストニア
エストニアでは、ほとんどの行政手続きで再回答不要の原則が使用される。法的、管理的、技術的要件を含むいくつかの重要な前提条件が満たされている。 2007年以降、公開情報法は、同じデータを収集するための個別のデータベースの作成を禁止している。また、経済活動法の一般部分は、経済行政当局が、すでに公開データベースに入力されている情報の提供を企業に要求することを禁じられていると述べている。この禁止事項は、別の締約国の関連する行政情報から取得できる情報にも適用される。 
エストニアの医療では、再回答不要の原則がすでに電子医療記録で使用されている。  2008年以降、健康データは中央データベースを介して管理されている。スペシャリストは、分析、診断、テスト結果、および治療手順を文書化できる。たとえば、病院に転送した後、患者がデータを再入力しなくても、データベースから患者データを取得できる。緊急事態では、患者の識別後に救急車で電子応急処置カードを生成できる。これにより、ファーストレスポンダーに重要なデータが提供される。患者は（モバイル）IDカードを介してデータベースにアクセスし、データを個別に管理し、データ交換に同意/拒否することができる。

### オランダ
オランダでは、再回答不要の原則がいくつかの分野で適用されている。 Stelsel van Basisregistraties（Basic Registries System）は、2003年に設立され、会社名、個人住所、地籍情報、収入、自動車の登録情報など、会社と個人に関する一般情報を含む12の基本レジストリで構成されている。これにより、企業と市民はこのデータを1回だけ提供できる。このシステムには、オープンレジスタとクローズドレジスタの両方が含まれており、情報は仕事に必要な人だけがアクセスできる。 
個人の唯一の原則については、オランダの税務署（Belastingdienst）が2014年に事前入力された納税申告書を導入し、2016年に標準化した。さまざまなデータベースの税データが自動的にマージされて税フォームに追加されるため、ユーザーは手動で税フォームに入力する必要がない。  ElektronischPatiëntenDossier（EPD、Electronic Patient Dossier）でも1回限りが使用される。これにより、介護者は全国の交換所を介して他のサービスプロバイダに患者情報を求めることができる。情報へのアクセスは、患者が事前に同意した場合にのみ可能。患者は自分の医療記録をオンラインで表示し（認証はeIDを介して行われる）、医療提供者へのアクセスを許可できる。 
オランダの批評家は、クラッカーによるシステムの強盗が発生した場合に、悪用やプライバシーの侵害のリスクを認識している。その場合、非常に機密性の高い医療情報が公開される可能性がある。このような情報はプライバシーに非常に敏感であり、被害者に大きな害を及ぼす可能性がある。 

### ベルギー
ベルギーは、2014年に一度だけ独自の法律を採択した。法律は、連邦政府の行政機関が、市民や企業にこのデータを複数回利用できるようにするのではなく、一意の識別機能を備えた公式登録簿から利用可能なすべてのデータを取得することを義務付けている。 法律の実施は、基本レジスターのシステムと各データホルダーに固有の識別機能を提供するeIDシステムによって促進されます。これにより、行政はデータを交換し、個人や企業が公共の電子サービスにアクセスできるようになる。このシステムにより、市民はいつでもどの組織が自分のデータにアクセスしたかを知ることができる。
ビジネスサービスの分野では、多くの一般的な取引（会社名と住所の登録、源泉徴収税、賃金からの社会保障負担金など）を、事前に入力されたフォームを使用してオンラインで実行できる。公共部門のデータベースからのデータが広範囲に再利用されているため、事業を立ち上げるための管理上の負担も少ないと考えられている。 
ベルギー地域のフランダースでは、2008年7月18日のフランダースの電子政府法令の一部として、再回答不要の原則（「vraag niet wat je alweet」原則として知られている）が採用された。 法令は、フランダースの行政機関が政府のプロセスに必要なデータを利用可能な場合は本物のデータソースから取得することを要求しており、市民がそのような本物のデータソースですでに利用可能なデータを求められた場合に不満を言う可能性を与えている。 
MAGDAプラットフォーム（政府機関間の最大データ共有）は、政府の連邦、地域、および地方レベルでの公共サービスの電子配信をサポートする、かつてない原則的な実装である。このプラットフォームにより、フランダース政府当局（190の機関と13の部門）間で市民と企業のデータを再利用および共有できる。 このプラットフォームにより、市民と企業は、単一のアクセスポイントから一度だけデータを入力または更新して、すべての公的機関が使用できるようになる。 MAGDAプラットフォームを介した政府機関間の既存データの交換と再利用は、国のeIDを使用して実行される。したがって、1回限りのデータ収集もeIDカードに依存する。さまざまな公共サービス、特に福利厚生の申請は、個人情報を提供したり、それ以上の事務処理を実行したりすることなく、オンラインで実行できる。 MAGDAは、eIDカードで市民が特定された後、自然人の全国登録から必要なデータを取得するため、必要なすべてのデータが自動的に転送される。 

### オーストリア
オーストリアは、今後数年間で電子政府サービスの分野で再回答不要の原則に基づくデータの統合を進めるという目標を設定した。 オーストリアの電子健康記録（ELGA）やオーストリアのFinanzOnlineサービスの場合など、この原則がすでに適用されている場合もある。 
顕著な例は、オーストリアの家族手当の場合である。子供の誕生後、当局は要求なしに法的請求が存在するかどうか尋ねられる。管轄の登記所は、連邦内務省が運営する中央市民ステータス登録簿（CPR）で、子供に関するすべての関連データと親の個人ステータスデータを収集します。これらのデータは、連邦内務省から税務当局に送信される。税務当局は現在、家族手当を付与するためのすべての条件が満たされているかどうかを調べている。この場合、保護者に通知され、お金は自動的に口座に送金されます。 2015年5月までに最大6つの当局に相談する必要があった。原則として、市民は申請書を提出せずに証拠を提出したり支援を受けたりする必要がなくなった。 さらに、出生証明書やその他の書類は、一部の病院（ウィーンなど）では、登記所の支社（いわゆる「ベビーポイント」）を通じて要求できる。これにより、当局へのさらなる訪問が回避される。 

### ポルトガル
ポルトガルは、ゆっくりと国政は再回答不要の原則を採用している。2018年現在、最も目に見える取り組みは、個人の年次税務フォームにある。これは、いくつかの異なる国の事務所に存在するデータを使用して、現在ほとんどすべての人に事前に記入されている。何千ものケースでは、フォームは完全であると定義されており、市民がシステムで確認する以外のことをする必要はない。これにより、税金の迅速な処理が可能になり、数週間で払い戻しが行われる。 

### デンマーク
デンマークは長年にわたり、中央共有と市民プロファイリングに重点を置いた政府中心のワンスオンリーモデルを追求してきた。このモデルの利点は、主に1980年代と1990年代初頭に達成された。
それ以来、公共部門モデルの信頼、セキュリティ、および有効性に関する問題が蓄積され、モデルを市民中心の1回限りのモデルに拡張または置き換えることで、これらの問題に対処および解決する新しいデジタルセキュリティモデルが求められています。
これらのモデルには、EU全体への展開に備えてデンマークでテストされる目的固有のIDおよびデータ共有としてeIDAS第5.2条のサポートを実装する2層のNational Identity and Digital SignatureSchemeの導入が含まれる。

### スペイン
スペインでは、1992年に一度だけ言及されました。 11月26日の行政および共通行政手続に関する法律30/1992は、代理行政の手にすでにある文書を提供しない市民の権利を認めた。 15年後、6月22日の法律11/2007は、市民の公共サービスへの電子アクセスに関する法律により、この権利を行政機関の手元にある文書とデータにまで拡大しました。次に、行政の共通行政手続の10月1日の法律39/2015 は、市民の同意を得て公共団体の手でデータを検証および取得する行政の義務でこの権利を補完しました。
これらの年に沿って、スペインでのかつての唯一の原則の実施は、セクター別および一般的なドメインイニシアチブで着手されてきました。たとえば、スペインの税務署は2003年に市民に事前入力された税申告書の提供を開始し 、処方箋を発行した行政機関に関係なく全国で医薬品を購入できるようにする相互運用可能な電子処方箋が2015年に開始されました。 
一度限りの汎用実装は、スペインの公共部門全体が関与するコラボレーションの結果として、全国的なデータ仲介プラットフォーム（DIP）  DIPは、成長し、すべての行政機関によって再利用されることを目的として、電子データ交換のサービスを公開および利用するために、スペイン政府によって2007年に開始されました。 DIPとSCSPプロトコルを併用することで、行政手続きを担当する公的機関は、市民が書類を提出することなく、必要な情報を自動的に確認することができます。 SCSPプロトコルは、紙の証明書を電子データ交換で置き換えることを目的としており、メッセージの共通構造と、データコンシューマー/プロバイダーとビジネス/テクニカルアクターの2つの次元の結果として4つの役割を考慮するガバナンスモデルを定義します。 Citizen's Folder は、市民がDIPを介して自分のデータ交換にアクセスして確認できるオンラインサイトです。 2007年以降、DIPが提供するデータ照会および検証サービスの数は劇的に増加し、2018年には1191の公的機関（65の国家機関、47の地域機関、11の機関機関、1045の自治体、 22大学）。 

## 国際的な事例

### e-SENS
EUの大規模パイロットe-SENSの目的は、欧州連合の一般的で再利用可能な技術コンポーネントを通じて、デジタルの国境を越えた管理を可能にすることだった。このプロジェクトは、eID、電子文書、電子署名などの技術ソリューションに焦点を当てた。 
e-SENSのCitizenLifecycleエリアの一部として、スウェーデンは2016年から新しいオンラインサービスをテストしており、第三国の学生にストックホルム大学の学術プログラムへのアクセスを提供している。パイロットプロジェクトでは、eIDを使用して、大規模なEUイニシアチブであるe-SENSでサポートされている連邦政府の国境を越えた認証ツールを使用して識別および登録する。
ストックホルム大学が運営するパイロットプロジェクトでは、留学生は、署名された課題の安全な提出、オンラインでの個々の教師のフィードバック、試験への参加など、キャンパス内の学生と同じレベルでスウェーデン語コースを学ぶことができる。システムは、オンライン学習プラットフォームMoodleの拡張バージョンを使用している。 

### Nordic Institute for Interoperability Solutions
Nordic Institute for Interoperability Solutions（英語: Nordic Institute for Interoperability Solutions）（NIIS）は、2017年6月にエストニアとフィンランドによって設立された非営利団体である。アイスランドは2018年9月にパートナーとしてNIISに参加した。研究所の使命は電子統治ソリューションを開発することであり、その最初の製品はX-Roadデータ交換レイヤーである。  X-Roadは、Suomi.fiデータ交換レイヤーサービスで全国的に使用されている（フィンランド語: Suomi.fi-palveluväylä）フィンランドとエストニアのデータ交換レイヤーX-tee。両国の公共部門の組織は、国内のデータ交換レイヤーサービスを使用することが法的に義務付けられている。また、民間企業は両国でサービスを利用することが許可されている。 X-teeとSuomi.fiデータ交換レイヤーは技術的に相互に接続されており、エストニアとフィンランド間の国境を越えたデータ交換を簡単かつ安全に行うことができる。 

### eマニフェスト
eManifestパイロットプロジェクトは、DG MOVE 、 DG TAXUD 、欧州海上保安機関（EMSA） 、および13のEU加盟国の海事および税関当局の代表者と協力して、海事データの1回限りの原則の実装をテストするために2016年に開始された業界団体。 このプロジェクトの目的は、海上輸送の報告手続きを簡素化し、報告手続きに関する指令2010/65 / ECの実施を容易にする手順をテストすることだ。 パイロットプロジェクトは、海事事業者によって送信されたデータ要素が、国内またはEU全体の海事シングルウィンドウへの単一の送信を通じて一度だけ報告できるようにすることを目的としている。その後、それらは管轄の国家当局に配布される。 

### 法人登記簿相互接続システム
BRIS（Business Registers Interconnection System）は、EUレベルのイニシアチブであり、ヨーロッパのビジネスレジスターに国境を越えた協力プラットフォームを提供し、ヨーロッパのe-Justiceポータルへの単一のアクセスポイントとして機能している。 これは、市民、企業、および行政が、指令2017/17 / ECに従って他の加盟国に設立された企業およびその支店に関する情報にアクセスできるサービスを提供する。  BRISは、EUレベルで企業データにアクセスするためのインターフェース/検索機能を提供する。これは、国境を越えた義務を果たす際の企業の管理上の負担を軽減し、行政によって実行される手続きの法的確実性と効率を高めるように設計されている。 

### X-trans.eu
X-trans.euは、国境を越えた大容量輸送の申請と承認のためのより迅速な手順を開発することを目的とした、バイエルン自由州とオーバーエスターライヒ州の間の国境を越えたパイロットプロジェクトであった。国によって重量物輸送許可を取得するための申請書と手続きが異なるため、パイロットプロジェクトの目的は、企業が同じ輸送の複数の申請書を異なる地方自治体に提出することを防ぐ中央システムを作成することだった。中央承認ポータルx-trans.euにより、申請者はそれぞれのトランスポートでデータを1回だけ利用できるようになった。収集された情報は、各国の申請要件に基づいて、各国の適切な当局に転送された。ポータルは、承認に必要なすべての情報を含む共通のデータモデルに基づいていました。次に、個々の国で必要な情報とアプリケーション形式を説明するルールを作成できます。これにより、システムはすべてのヨーロッパ諸国で完全にスケーラブルになった。パイロットフェーズでは、オーストリアとドイツ間のデータ交換が正常にテストされた。

## 再回答不要の原則の研究プロジェクト

### The Once-Only Principle Project (TOOP)
The Once-Only Principle Project（TOOP）でサポートされている大規模なクロスボーダーパイロットイニシアチブであるホライゾン2020一度のみ原理クロスボーダーのレベルの実現可能性を検証フレームワークプログラム。 TOOPは、企業に関する情報（つまり、個々の市民に関するデータがない）とこの情報の国境を越えた交換に焦点を当てることにより、1回限りの原則に特定のアプローチを取る。このプロジェクトは、企業が特定の標準情報を国または超国家の行政に一度だけ渡す必要があり、この情報を法的な要件や制約に従って公的機関が共有および再利用できる未来に貢献することを目的としている。 

### 市民のための再回答不要の原則の利害関係者コミュニティ（SCOOP4C）
市民のための再回答不要の原則の利害関係者コミュニティ（SCOOP4C）は、Horizon2020フレームワークプログラムによってサポートされるEUの調整およびサポートアクションである。このイニシアチブの目的は、再回答不要の原則を適用することによって、市民への公共サービスのより良い提供がどのように達成できるかを調べることです。 SCOOP4Cは、実装の障壁を分析し、1回限りの調査を生成し、関連するEUの利害関係者を特定してリンクするために設立された。この目的のために、このイニシアチブは、このテーマに関するEU全体のワークショップとイベントを定期的に開催し、オンラインナレッジベース、コミュニティプラットフォーム、およびベストプラクティスデータベースを提供している。これは、現在の再回答不要原則のためのイニシアチブをすべて包含し、専門家間の交換を促進することを目的としている。 

### 目的固有の市民ID（eIDAS 5.2）および市民中心の再回答不要の原則（CitizenKey）
デンマークで設立された市民社会主導のプロジェクトは、eIDAS 5.2 IDと市民中心の1回限りのデータ共有をサポートおよびサービスするためにデンマーク。このプロジェクトは、SECURIST、HYDRA、ABC4TRUSTなどの多数の大規模なEUセキュリティおよびID研究プロジェクトから生まれました。これは、取引での法的署名、支払い、データ共有、資格情報の検証、デジタルIDなしの通信を含むフルサービスのeIDAS 5.2IDの実装を目的としている。このプロジェクトは、2つの大規模なプライバシーバイデザインパイロットを実装することを目的としている。1つ目は1対1のアイデンティティ、支払い、税務コンプライアンス、2つ目はゲノム関連のSmallDataの研究と治療に関する強力な匿名性を保証する個人医療である。